# Ivonne Montero
Ivonne García Macedo (Ciudad de México, 25 de abril de 1974), conocida como Ivonne Montero, es una actriz mexicana.

## Carrera
Inició su carrera en 1997 con la empresa Televisa. El reconocimiento lo ganó con la interpretación de Rosa, un personaje en la película mexicana El tigre de Santa Julia en el año 2002. Así como con el papel protagónico de la telenovela ¡Anita, no te rajes! del 2004.
En 2008 protagonizó para TV Azteca la telenovela Secretos del alma. Ese mismo año, realizó una sesión fotográfica para la revista H Extremo, siendo la portada del mes de mayo.
En el 2012 participó en el programa La isla: El reality de TV Azteca.
Para el 2015, anunció su regreso a Telemundo, apareciendo en la cuarta temporada de El señor de los Cielos.
El 18 de abril de 2016, fue confirmado en Ventaneando que Ivonne regresaría a La Isla, el Reality en su quinta temporada. 
Ivonne ha protagonizado en TV Azteca, las telenovelas La loba y Hombre tenías que ser.

## Otros medios
En 2019 apareció en el video musical para la canción Muy Junto A Ti, de Daniel Riolobos III.

## Filmografía

### Programas de televisión y realities
| Año  | Programa                                   | Papel                                    |
| ---- | ------------------------------------------ | ---------------------------------------- |
| 1999 | ¿Qué nos pasa?                             |                                          |
| 2004 | Premios Billboard de la Música Latina 2004 | Ella misma                               |
| 2006 | Premios Fox Sports 4ta Edición             | Ella misma                               |
| 2007 | Al rojo vivo                               | Ella misma                               |
| 2009 | El gran desafío de estrellas               | Ella misma (tercer desafío de estrellas) |
| 2011 | La Academia: Generación 2011               | Ella misma (presentadora)                |
| 2012 | La Isla, el reality                        | Participante (11.ª eliminada)            |
| 2013 | México baila                               | Participante (4.ª eliminada)             |
| 2016 | La Isla, el reality: La Revancha           | Participante (13.ª eliminada)            |
| 2016 | Bailadisimo                                | Jueza                                    |
| 2021 | Las estrellas bailan en Hoy                | Participante                             |
| 2022 | La casa de los famosos                     | Participante (Ganadora)                  |
| 2023 | MasterChef Celebrity                       | Participante                             |
| 2023 | ¿Quién es la máscara?                      | Participante                             |
| 2025 | La casa de los famosos All-Stars           | Invitada                                 |

### Películas
| Año  | Película                                      | Papel              |
| ---- | --------------------------------------------- | ------------------ |
| 2000 | Salud, dinero y amor                          | Zara               |
| 2002 | El tigre de Santa Julia                       | Rosa               |
| 2002 | Asesino en serio                              | Yolanda            |
| 2003 | Al silencio (cortometraje)                    | Melissa del Viento |
| 2006 | Los pajarracos                                | Sulama             |
| 2006 | El Fantástico vs. el nahual                   | Yadhira            |
| 2006 | La reportera salvaje                          | Miranda Tovar      |
| 2007 | La tercer orden (cortometraje)                | Lilith             |
| 2007 | Ladrón que roba a ladrón                      | Rafaela            |
| 2008 | Playball                                      | Sofía              |
| 2008 | Al fin y al cabo                              | La agente Karla    |
| 2009 | Dating License (cortometraje)                 | Elisabeth          |
| 2016 | ¿Cómo fue tu día hoy? (cortometraje)          | Mujer              |
| 2016 | Cuernito Armani                               | Marcela            |
| 2016 | Juan Diego: El indio de Guadalupe (telefilme) | María Lucía        |
| 2018 | El Contratista                                | Sulema             |

### Series de televisión
| Año        | Serie                                          | Papel                                                       |
| ---------- | ---------------------------------------------- | ----------------------------------------------------------- |
| 1999       | Cuento de Navidad                              |                                                             |
| 2000-2002  | Mujer, casos de la vida real                   | Varios personajes                                           |
| 2003       | La familia P. Luche                            | Autostopista (episodio Viaje a Cancún)                      |
| 2005, 2007 | Decisiones                                     | Sofía / Natalia / Leonor                                    |
| 2006       | Lotería                                        | Mónica (episodio Un milagro para Mónica)                    |
| 2007       | Tiempo final                                   | Mirta / Mariana                                             |
| 2017       | El desconocido: la historia de El Cholo Adrián | Carolina                                                    |
| 2019, 2022 | Esta historia me suena                         | 2 episodios: Aura (Cruz de navajas), Juana (Cruz de olvido) |
| 2021       | Malverde: el santo patrón                      | Ángeles Serrano                                             |
| 2022       | Amores que engañan                             | Angie (episodio Lo virtual no es lo real)                   |
| 2025       | Pecados inconfesables                          | Sofia Curiel                                                |

### Telenovelas
| Año  | Telenovela                | Papel                                                |
| ---- | ------------------------- | ---------------------------------------------------- |
| 1997 | Alguna vez tendremos alas | Alicia                                               |
| 1999 | Nunca te olvidaré         | Paola Campo                                          |
| 1999 | Alma rebelde              |                                                      |
| 1999 | Mujeres engañadas         |                                                      |
| 1999 | Rosalinda                 | Celina Barriga                                       |
| 2000 | Siempre te amaré          | Meche                                                |
| 2000 | La casa en la playa       | Katia                                                |
| 2000 | Por un beso               |                                                      |
| 2000 | DKDA                      | Ella misma                                           |
| 2001 | El juego de la vida       | Carola Lizardi                                       |
| 2002 | Las vías del amor         | Damiana «Madonna»                                    |
| 2003 | Amor descarado            | Betsabé Galdámez                                     |
| 2004 | ¡Anita, no te rajes!      | Ana «Anita» Guerrero                                 |
| 2007 | Sin vergüenza             | Mayté Contreras                                      |
| 2008 | Valeria                   | María Inmaculada Hidalgo / Coral                     |
| 2008 | Secretos del alma         | Diana Cervantes                                      |
| 2010 | La loba                   | Ángeles Fernández «La Loba» / Ángeles Fernández Luna |
| 2013 | Hombre tenías que ser     | Raquel Lomelí                                        |
| 2016 | El señor de los cielos    | Consuelo «Connie» Limón                              |
| 2017 | Las malcriadas            | Rosa Ochoa                                           |
| 2019 | Por amar sin ley          | Miriam                                               |

### Teatro
| Año  | Obra                        | Papel              |
| ---- | --------------------------- | ------------------ |
| 2014 | Amar y querer               |                    |
| 2014 | Que rico mambo              |                    |
| 2015 | Cada quien su vida          | Raquel «Las penas» |
| 2016 | Blanca Cheves y Sus Briagos |                    |

## Premios

### Premios Diosas de Plata
| Año  | Categoría           | Película                | Resultado |
| ---- | ------------------- | ----------------------- | --------- |
| 2003 | Revelación femenina | El tigre de Santa Julia | Ganadora  |

### Premios Bravo
| Año  | Categoría    | Telenovela        | Resultado |
| ---- | ------------ | ----------------- | --------- |
| 2009 | Mejor actriz | Secretos del alma | Ganadora  |